# Negage flygplats
Negage flygplats (portugisiska: Aeroporto de Negage) är en flygplats i Angola.   Den ligger i provinsen Uíge, i den nordvästra delen av landet, 260 km nordost om huvudstaden Luanda. Negage flygplats ligger 1 259 meter över havet.
Terrängen runt Negage flygplats är platt åt nordost, men åt sydväst är den kuperad. Runt Negage flygplats är det glesbefolkat, med 19 invånare per kvadratkilometer..
I omgivningarna runt Negage flygplats växer huvudsakligen savannskog.